# Menawa

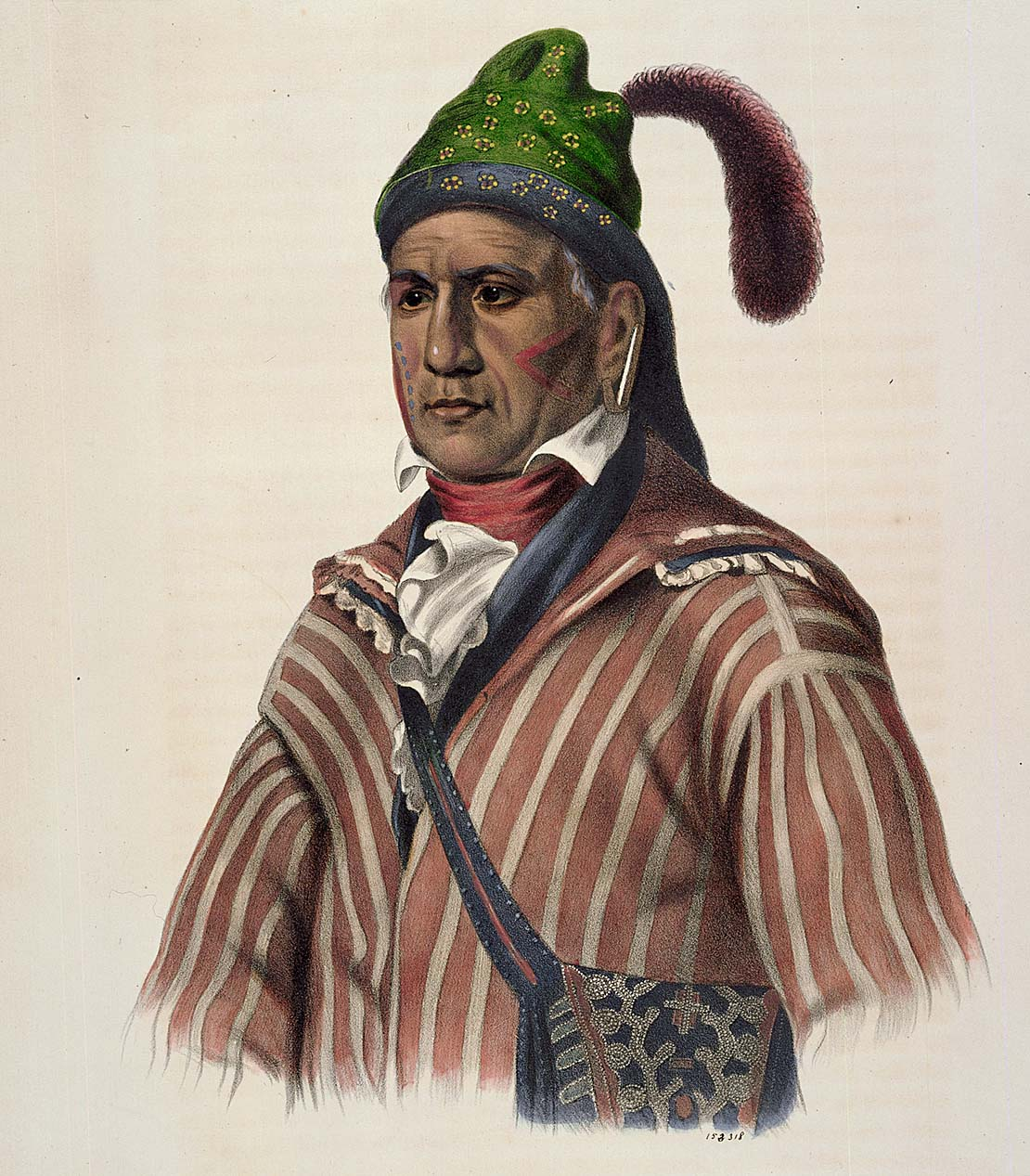
Menawa, Bild von Charles Bird King

Menawa war ein Häuptling der Oberen Muskogee (Upper Creek) und Führer der Rotstöcke im Krieg von 1813/14. Andrew Jackson besiegte ihn in der Schlacht am Horseshoe Bend. Er wurde von sieben Kugeln getroffen und für tot gehalten; es gelang ihm jedoch, sich vom Schlachtfeld zu schleppen. Er erholte sich von seinen Verletzungen, musste jedoch kapitulieren und sein Land und seine Besitztümer aufgeben. Obwohl er sich der Umsiedlung widersetzte, wurde er mit seinem Stamm im Jahr 1836 ins heutige Oklahoma verbracht.